# Трибуналь (станция метро)
Трибуналь (исп. Tribunal) — станция Мадридского метрополитена. Первоначально станция называлась «Хосписио». Она расположена в зоне А.

## История
Станция была открыта 17 октября 1919 года и была одной из первых 8 станций в сети. Его первоначальное название было «Реал Хосписио де Сан Фернандо», расположенного на улице Калле Фуенкаррал недалеко от входа в метро. Позже станция была переименована в «Трибуналь», также расположенный на улице Фуэнкарраль недалеко от входа в метро.
Платформа Линии 10 открылась 18 декабря 1981 года как часть участка «Карабанчель» — «Чамартин-де-ла-Роса», которая затем эксплуатировалась FEVE, которая вскоре была передана сообществу Мадрида.
В настоящее время станция закрыта на реконструкцию.